# Бурин, Лев Николаевич
Лев Никола́евич Бу́рин (1943—2018) — советский и российский художник. Заслуженный работник культуры Карельской АССР (1992). Заслуженный работник культуры Российской Федерации (2004).

## Биография
Родился 6 апреля 1943 года в г. Богородске Нижегородской области. Детские годы прошли в селе Мотовилово Арзамасского района.
После окончания семилетней школы окончил детскую художественную школу в Арзамасе. Закончил художественно-графическое педагогическое училище в Ленинграде.
После 2 лет работы учителем черчения и рисования и 3 лет службы в армии поступил вольнослушателем в Академию художеств, в 1969 г. — на живописный факультет Института живописи, скульптуры и архитектуры имени И. Е. Репина в Ленинграде, в мастерскую профессора Ю. М. Непринцева.
Дипломная работа — «Вечер в поле».
В 1975 году Лев Бурин вернулся в г. Медвежьегорск, где открыл детскую художественную школу. В ней он проработал директором до 2009 года.
С 1975 г. — участник творческого молодежного объединения Союза художников Карелии. С 1983 г. — член Союза художников СССР. В 1992 году стал членом Международной федерации художников.
В 1986 г. организует студию самодеятельного искусства «Мальки», которой было присвоено звание «Народная».
Работы Л. Н. Бурина находятся в Музее изобразительных искусств Республики Карелия, Российской академии художеств.
Основные произведения: «Колхозные поля» (1975), «Путейцы. Летний день» (1976), «Лесоруб. На Пудожском лесоучастке» (1977), «На капустном поле» (1977—1983), «На посту» (1982), «На току. Зерно-82» (1983).
Похоронен в селе Мотовилово (Нижегородская область).

## Участие в выставках
- Всесоюзная выставка дипломных работ студентов художественных вузов страны. Москва, Ленинград (1975)
- Всесоюзная художественная выставка «Молодость страны» (1976)
- Выставка произведений художников Карелии. Москва, Ленинград. Сыктывкар (1980)
- Всесоюзная художественная выставка «Всегда на чеку». Москва (1982)
- IV художественная зональная выставка. Новгород (1984)
- Выставка «Карельское изобразительное искусство в ГДР». Нойбранденбург (1985)
- Выставка «Искусство Карелии в Казахстане». Алма-Ата (1986)
- Всесоюзная художественная выставка «Страна Советов». Москва (1987)
- Выставка «Искусство Карелии в Татарии». Казань (1987)
- VII художественная зональная выставка. Мурманск (1988)
- Выставка «Учитель и ученики». Соткамо (Финляндия) (1989)
- Выставка «Сегозерский край». Кухмо, Каяни (Финляндия) (1991)
- Персональная выставка. Москва (1993)
- Персональная выставка. Петрозаводск, Медвежьегорск.(1994)
- Персональная выставка. Пудож, Кондопога. (1995)
- Персональная выставка. Арзамас (1998)
- Выставка карельских художников «Акварельные дожди». Санкт — Петербург (2000)
- Юбилейная выставка «А.Пушкин в Арзамасе и Б. Болдино». Арзамас (2000)
- Персональная выставка. Кондопога (2001)
- Зональная художественная выставка. Новгород (2008)
- Персональная выставка. Петрозаводск (2014)

## Память

Мемориальная доска в Медвежьегорске

В ноябре 2019 г. в Медвежьегорске на здании городского центра культуры и досуга установлена мемориальная доска. 